# Ministerio de Higiene
El Ministerio de Higiene fue un antiguo ministerio colombiano, creado en 1947 y desaparecido en 1953, siendo el primer ministerio colombiano dedicado a la salud. 

## Historia
El Ministerio fue creado en la práctica el 11 de diciembre de 1946, cuando el presidente Mariano Ospina Pérez nombró a un Ministro de Higiene y un Ministro de Trabajo, dividiendo así la cartera de Trabajo, Higiene y Previsión Social, pero no fue sino hasta el 23 de abril de 1947 que la división de ambos ministerios se hizo oficial.
En mayo de 1953, durante la administración de Roberto Urdaneta Arbeláez, este disolvió la cartera y la reemplazó por la de Salud Pública, que perdió varias de sus funciones relacionadas con la política social.

## Listado de Ministros
La siguiente es la lista de ministros que ocuparon la titularidad de la cartera:
| N.° | Ministros                   | Inicio                  | Final               | Presidente                | Ref.  |
| --- | --------------------------- | ----------------------- | ------------------- | ------------------------- | ----- |
| 7°  | Alejandro Jiménez Arango    | 29 de abril de 1952     | 25 de mayo de 1953  | Roberto Urdaneta Arbeláez | [ 2 ] |
| 6°  | Miguel Antonio Rueda Galvis | 8 de enero de 1952      | 29 de abril de 1952 | Roberto Urdaneta Arbeláez | [ 2 ] |
| 5°  | Alonso Carvajal Peralte     | 7 de agosto de 1950     | 8 de enero de 1952  | Laureano Gómez Castro     | [ 3 ] |
| 4°  | Jorge Cavelier Gaviria      | 21 de mayo de 1949      | 7 de agosto de 1950 | Mariano Ospina Pérez      | [ 4 ] |
| 3°  | Hernando Azola Cubides      | 21 de marzo de 1948     | 21 de mayo de 1949  | Mariano Ospina Pérez      | [ 4 ] |
| 2°  | Pedro Elíseo Cruz           | 23 de abril de 1947     | 21 de marzo de 1948 | Mariano Ospina Pérez      | [ 4 ] |
| 1°  | Jorge Bejarano              | 11 de diciembre de 1946 | 23 de abril de 1947 | Mariano Ospina Pérez      | [ 4 ] |

### Ministros encargados
| Nombre                    | Fecha de designación     | Cargo                            | Presidente           | Ref.  |
| ------------------------- | ------------------------ | -------------------------------- | -------------------- | ----- |
| José Vicente Dávila Tello | 8 de octubre de 1949     | Ministro de Correos y Telégrafos | Mariano Ospina Pérez | [ 4 ] |
| Evaristo Sourdis          | 5 de octubre de 1949     | Ministerio de Trabajo            | Mariano Ospina Pérez | [ 4 ] |
| Moisés Prieto             | 15 de septiembre de 1947 | Ministro de Economía Nacional    | Mariano Ospina Pérez | [ 4 ] |